# Romuald Gierasieński
Romuald Gierasieński (ur. 6 lutego 1885 w Lublinie, zm. 21 czerwca 1956 w Kazimierzu Dolnym) – polski aktor, tancerz, monologista. Jeden z najpopularniejszych aktorów kabaretowych i rewiowych dwudziestolecia międzywojennego.

## Życiorys
Zadebiutował w 1902 roku jako tancerz, dopiero później występował jako aktor. Od 1910 grał w łódzkim Teatrze Popularnym. Od 1911 występował w warszawskich teatrzykach rewiowych i kabaretach takich jak: "Renaissance", "Bagatela", "Venus", "Żywa Mucha", "Komedia", "Praskie Miniatury", "Miraż", "Czarny Kot", "Argus".
Podczas występów wyjazdowych pojawiał się na scenach Kalisza, Kielc i Częstochowy.
„Był w okresie międzywojennym jednym z najpopularniejszych aktorów kabaretu i rewii, obdarzono go nawet przydomkiem Króla Humoru (...)”.
Zyskał sławę jako odtwórca komediowy, wykonawca skeczy i monologów, a także recytator. Należąc do czołówki aktorów rewii i kabaretu, występował w "Qui pro Quo", "Morskim Oku", "Bandzie", "Cyruliku Warszawskim", "Wielkiej Rewii".
Od 1920 był również aktorem filmowym. Grał w filmie niemym, a później w dźwiękowym. Był mistrzem kreacji epizodycznych. Wystąpił w kilku polskich komediach, grając zazwyczaj role karykaturalnie przerysowane i drugoplanowe (Królowa przedmieścia, Ada! To nie wypada!).
Dokonał wielu nagrań płytowych dla wytwórni Syrena Rekord.
Podczas okupacji mieszkał w Kazimierzu nad Wisłą. W końcu ulicy Czerniawy zbudował niewielki domek w którym zamieszkał wraz z żoną – śpiewaczką i aktorką – Marią Żelską (właściwie Marcjanna Zgorzelska). W dwóch pomieszczeniach tego domu, zorganizował muzeum polskiego kabaretu czasów międzywojennych. Umieścił w nim zdjęcia, karykatury, listy, rysunki, wierszyki okolicznościowe, wycinki z gazet.
Po zakończeniu II wojny światowej występował na deskach teatrów Łodzi, Warszawy i Lublina.
Spoczywa wraz z żoną na cmentarzu parafialnym na Wietrznej Górze.

## Filmografia
- 1939: Doktór Murek jako portier
- 1938: Królowa przedmieścia jako Majcherek
- 1937: Znachor jako bileter Franek
- 1937: Parada Warszawy
- 1936: Ada! To nie wypada! jako posłaniec Rzepka
- 1935: Panienka z poste restante jako kontroler
- 1934: Córka generała Pankratowa jako wynajmujący mieszkanie rewolucjonistce
- 1934: Co mój mąż robi w nocy… jako starszy kelner Fafuła, ojciec Kazi
- 1927: Uśmiech losu jako baloniarz
- 1922: Wszystko się kręci
- 1920: Konsul Pomeranc

## Spektakle teatralne
- 1911 – Tajemnice haremu, teatr letni "Renesans"
- 1911 – Dziecię starego miasta, teatr letni "Renesans"
- 1915 – Car jedzie, "Polskie miniatury"
- 1919 – Orfeusz w piekle, "Teatra Stołeczny"
- 1921 – Serce i bufet, "Qui Pro Quo"
- 1922 – Tilly, Milly i Willy, "Qui Pro Quo"
- 1922 – Wszystko się kręci, "Roccoco"
- 1924 – Szopka brzuchosławicka, "Stańczyk"
- 1926 – Ostatnia nagość, "Qui Pro Quo"
- 1927 – Hokus–pokus, "Teatr Nowości"
- 1930 – Serce Warszawy
- 1933 – Syrena na wędce, "Cyganeria"
- 1934 – Banda w komplecie, "Banda"
- 1935 – Z przedziałkiem, "Cyrulik Warszawski"
- 1936 – Mycie głowy, "Cyrulik Warszawski"
- 1937 – Taniec szczęścia, "8.15"
- 1945 – Plecy, "Teatr Syrena", Łódź
- 1949 – Piękna Helena, "Teatr Muzyczny", Lublin
- 1951 – Zemsta nietoperza, "Teatr Muzyczny", Lublin
- 1955 – Pan Damazy, "Teatr im. Juliusza Osterwy", Lublin

## Dyskografia
- 1927 – Romuald Gierasieński artysta Teatrów Miejskich w Warszawie, Syrena Rekord (SR 3079–3082)
- 1928 – Romuald Gierasieński i Jerzy Boroński znakomici Humoryści Scen Warszawskich, Syrena Rekord (SR 3220–3222)
- 1928 – Romuald Gierasieński, Maria Żelska oraz Marian Domosławski artyści Teatrów Warszawskich, Syrena Rekord (SR 3241–3243)
- 1929 – Maria Żelska, Romuald Gierasieński, Maria Żelska oraz Jerzy Boroński artyści Scen Warszawskich, Syrena Rekord (SR 3308–3310)
- 1930 – Romuald Gierasieński, Konrad Tom oraz Stefania Betcherowa artyści Scen Warszawskich, Syrena Rekord (SR 3483–3488)